# 异葎草酮
异葎草酮（英语：Isohumulone）是一种啤酒的苦味来源的化合物，化学式：C21H30O5，属异α-酸类，在啤酒花中发现。

## 啤酒苦味成分
啤酒的苦度是根据国际苦度单位（IBU）来确定，一个IBU单位定义为1 ppm的异葎草酮。当啤酒暴露在光线下，这些物质会被核黄素催化降解，通过环外碳-碳键的均裂产生自由基。断开的酰基侧链自由基随后发生进一步分解释放一氧化碳和产生1,1-二甲基烯丙基自由基。这种自由基最终会与含硫氨基酸反应产生硫醇。例如与半胱氨酸会生成3-甲基丁-2-烯-1-硫醇。这些硫醇会导致啤酒产生"臭鼬"味。

### 形成过程

葎草酮异构化产生顺式和反式异葎草酮

异葎草酮由葎草酮发生异构化反应产生：